# Sveva del Balzo

Stemma della famiglia Del Balzo

Sveva del Balzo (1305 – 1336) è stata una nobile italiana.

## Biografia
Sveva del Balzo nacque nel 1305 da Ugone (1283-1319) e da Jacopa della Marra. Era la sorella del più noto Raimondo. 

## Discendenza
Si sposò nel 1330 con Roberto Orsini (1295-1345), primogenito di Romanello, 3º conte di Nola e gran giustiziere del Regno di Napoli e dalla coppia nacquero:
- Nicola (1331-1399),[1] il cui figlio Raimondello ereditò dallo zio Raimondo i beni feudali dei Del Balzo e diede origine alla famiglia degli Orsini del Balzo;
- Anastasia (?-1351),[1] sposò Giordano Orsini;
- Sancia (?-1403),[1] sposò Giannotto Stendardo.

Sveva morì nel 1336 circa.